# Тита (футболист)
Ми́лтон Кейро́с да Пайша́н, более известный как Тита (порт. Milton Queiroz da Paixão; 1 апреля 1958 года, Рио-де-Жанейро, Бразилия) — бразильский футболист и футбольный тренер. Играл на позиции нападающего. Известен по выступлениям за ряд бразильских, европейских и мексиканских клубов, а также сборную Бразилии. После завершения карьеры футболиста тренировал ряд известных клубов.

## Клубная карьера
В профессиональном футболе Тита дебютировал в клубе «Фламенго», в 1977 году, за «Фламенго» он, с небольшим перерывом, отыграл 8 сезонов, завоевал ряд титулов, в том числе в 1981 году победил в Кубке Либертадорес, в 1983 году он на короткое время переходил в «Гремио» с которым так же победил в Кубке Либертадорес. В 1984 году Тита с 8 голами лучшим бомбардиром Кубка Либертадорес. В 1987 году он переехал в Европу, в немецкий «Байер 04», с которым завоевал Кубка УЕФА, отыграв в Германии один год, Тита ещё год отыграл в Италии, после чего вернулся в Бразилию. В дальнейшем Тита переехал в Мексику, где отыграл за «Леон» и «Пуэблу» следующие шесть лет своей карьеры. Завершил свою игровую карьеру Тита в 1998 году в гватемальском клубе «Комуникасьонес».

## Карьера в сборной
В составе национальной сборной Тита дебютировал в 1979 году, всего в составе сборной провёл 32 матча, в которых забил 6 голов. Был в составе сборной на трёх Кубках Америки и чемпионате мира 1990 года. Стал чемпионом Кубка Америки 1989 года.

## Тренерская карьера
После завершения карьеры футболиста Тита стал тренером клуба «Васко да Гама», затем тренировал ряд не самых известных бразильских клубов, но нигде не задерживался дольше чем на один сезон. Кроме бразильских, в разные годы тренировал японские и американские клубы. В последние годы Тита работал в Мексике.

## Достижения
- Победитель Кубка Либертадорес (2): 1981, 1983
- Победитель Межконтинентального кубка (2): 1981, 1983
- Победитель Кубка УЕФА (1): 1988
- Чемпион Бразилии (4): 1980, 1982, 1983, 1989
- Чемпион штата Риу-Гранди-ду-Сул (1): 1985
- Чемпион штата Рио-де-Жанейро (4): 1978, 1979, 1981, 1987
- Чемпион Мексики (1): 1992
- Чемпион Гватемалы (1): 1998
- Победитель Кубка Америки (1): 1989
- Победитель Панамериканских игр (1): 1987
- Серебряный призёр Золотого кубка чемпионов мира (1): 1981
- Лучший бомбардир Кубка Либертадорес (1): 1984